# Елче КФ
Елче Клуб де Футбол (на испански: Elche Club de Fútbol, S.A.D.) е испански футболен клуб от град Елче, провинция Аликанте, автономна област Валенсия, Испания. 

## Успехи
- Сегунда дивисион (2): 1958-59, 2012-13
- Купа на краля
  - Финалист (1): 1969 (Загуба от Атлетико Билбао с 0:1)

## Известни бивши футболисти
- Мазиньо
- Иван Боладо
- Роберто Акуня
- Йоан Андоне
- Асенси
- Сантяго Канисарес
- Сезар
- Гари Родригес

## Бивши треньори
- Сезар (1959–60)
- Алфредо ди Стефано (1967–68)
- Каетано Ре (1983–84)
- Ласло Кубала (1988–89)
- Оскар Руджери (2003–04)

## Български футболисти
- Георги Русев: 2017 - (0 мача - 0 гола)

- Георги Русев: 2017-